# Формула любви (спектакль)
«Формула любви» — музыкальная комедия по мотивам знаменитого киносценария Григория Горина, положенного в основу одноимённого фильма Марка Захарова, со звездным составом артистов, шоу-балетом и камерным оркестром.

## Сюжет
Неугомонные проходимцы, граф Калиостро с колоритной троицей подручных — Маргадон, Жакоб и Лоренца — одурачив олухов высшего света в столице, спасаются от погони на бескрайних просторах России. И на привычные для заезжих иностранцев грабли наступают в русской глубинке.
Приезд аферистов-гастролеров приводит к переполоху в поместье Алексея Федяшена, где его благоразумная, незамужняя Тетушка и циник Доктор пытаются избавить юношу от влечения к мраморной статуе, стоящей в усадебном парке.
А нестареющий магистр магии Калиостро в этот раз решает состязаться с самим Всевышним, желая добиться любви русской красавицы Марии. Однако, стрелы Амура летят с небес. Между девушкой и Алексеем вспыхивает чувство.
Решит ли дуэль графа и Алексея схватку за сердце прекрасной Марии?..

## Действующие лица и исполнители
| Персонаж                | Исполнители                          |
| ----------------------- | ------------------------------------ |
| Граф Джузеппе Калиостро | Александр Яцко, Игорь Балалаев       |
| Алексей Федяшин         | Ярослав Баярунас, Никита Кучихидзе   |
| Мария Ивановна          | Екатерина Салес, Дарья Январина      |
| Жакоб                   | Дмитрий Миллер, Сергей Хачатуров     |
| Маргадон                | Марат Абдрахимов, Денис Назаренко    |
| Лоренца                 | Людмила Колесникова, Мария Кораблёва |
| Тетушка Алексея         | Оксана Костецкая, Анжела Белянская   |
| Доктор                  | Александр Семчев, Павел Сборщиков    |
| Кузнец                  | Николай Дроздовский, Пётр Таренков   |
| Фимка                   | Полина Каменева, Алёна Ажнакина      |

## Постановочная группа
- Продюсер спектакля — Петр Кравченко
- Креативный продюсер/ автор инсценировки — Николай Железняк
- Автор киносценария — Григорий Горин
- Режиссер-постановщик — Артем Каграманян
- Композитор — Александр Бакхаус
- Либретто — Михаил Андреев, Борис Комаров
- Музыкальный руководитель — Ольга Безрукова
- Технический директор — Александр Декун
- Аранжировка — Павел Струк
- Художник по костюмам — Василиса Кутузова
- Хореографы-постановщики — Яна Алякина, Рикардо До Рего
- Продолжительность: 2 часа 40 мин. (с антрактом)

## Отзывы
Мюзикл получил положительные оценки российских театральных критиков. Спектакль получил рейтинг "9.1" по версии «Афиша», имея три положительные оценки "10" и одну "5", и рейтинг "8.7" по версии «Яндекс Афиша», имея восемь негативных отзывов из "56", остальные положительные, по двум положительным отзывам имеет рейтинг "5.0" из "5" по версии «Отзовик». Негативные отзывы казались постановки спектакля, музыки, хореографии, костюмов, реже игры артистов.